# 하네촌
하네촌(羽根村)은 일본 고치현 아키군에 설치되었던 촌이다. 현재의 무로토시의 일부에 해당한다.